# Махбула
Махбула (араб. المهبولة‎) — город в провинции (мухафаза) Эль-Ахмади, один из 11 районов провинции, часть Эль-Кувейтской агломерации. 6-й по населению район Кувейта (1-й в провинции) и один из крупнейших пригородов Эль-Кувейта. Площадь — 4,17 км². Население — 131 696 человек (2015 год).
Расположен на севере провинции, в 25 км от столицы страны, на побережье Персидского залива. С другими пригородами у побережья и столицей город связывает скоростная автодорога 3D Фахахил или Абдульазиз Абдурахман аль-Сауд, которые идут также и на юг страны.
В период 2010—2015 года рост населения составил +17,24%/год.